# 西里爾百萬結合符

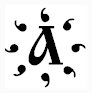
圍繞著西里爾數字的西里爾百萬結合符

西里爾百萬結合符（Combining Cyrillic Millions，U+0489），是一種属于西里爾數字中表示一百萬的修飾符號。如今該符號已變成一個表示迷因的网络词汇。
目前它經常性地被誤認为是一個會將所在的一行字符的书写方向变为从右向左的字符；其实這個符號本身并沒有改变文字方向的功能。事實上，它只是個單純的西里爾百萬結合符。在文本中，它會在前一個字符四周環繞許多修飾符，這其中當然也包括了那些从右至左的文句。‬‬‬‬‬‬目前它的這種特性已造成了一些困擾，使得一些使用這個符號的人相信，反向文句只是個符號的特性，而非其它統一碼造成的（实际上应该是右至左符號控制）。